# Operación Lan Som 719
La Operación Lam Son 719 fue una ofensiva militar desarrollada por el Ejército survietnamita dirigido por el general Xuan Lam al mando de 20 000 militares y con apoyo aéreo estadounidense que partió de la ciudad de Khe Sanh en 1971, durante la guerra de Vietnam.
Esta operación formaba parte de la llamada Vietnamización del conjunto de acciones ideadas por Henry Kissinger para dotar al régimen de Saigón de la posición y los medios necesarios para continuar afrontando la contienda con posibilidades de victoria. En concreto, esta misión trataba de cortar por tierra la Ruta Ho Chi Minh que aportaba importantes suministros y tropas a los contingentes que luchaban en el Sur.
La acción, que supuso una invasión del territorio de Laos por una brecha de 35 km de largo y 25 km de ancho, fracasó en su intento por suprimir los suministros y refuerzos enviados del norte al sur de Vietnam a través de Laos.

## La planificación
- Fase I o Dewey Canyo II: transcurriría dentro de Vietnam del Sur. Debía restablecer Khe Sanh como base de reabastecimiento y abrir la Ruta 9 al tráfico de la 1.ª División de Infantería y la 1.ª Brigada Acorazada.

- Fase II: consistía en la penetración en Laos de unos 12 000 soldados y tendría dos partes: avance de los blindados y la infantería por la Ruta 9 y la toma de las colinas colindantes, situadas al norte de esta ruta, por los Ranger survietnamitas y la 1.ª Brigada Aerotransportada, para proteger a los blindados del fuego enemigo.

- Fase III: limpieza de los resistentes que pudieran quedar en la franja de 25 por 35 km abierta.

- Fase IV: retirada a Vietnam del Sur por tierra y medios aéreos, estos últimos facilitados principalmente por Estados Unidos cuyo único papel sería el de apoyo.

La operación debía comenzar a finales de enero de 1971 y la primera fase debía estar completada para principios de febrero.

## La ejecución del plan
La Fase I comenzó el 30 de enero y transcurrió sin problemas. Khe Sanh fue reabierta y la ruta despejada y lista para el transporte de las unidades hacia la Frontera.
La Fase II comenzó el 8 de febrero y en sus inicios no parecía presentar problemas. 12 000 soldados cruzaron la frontera y las colinas al norte de la Ruta 9 fueron tomadas sin excesivos problemas.
Sin embargo, las dificultades comenzaron el 12 de febrero, cuando se trató de mantener las posiciones conquistadas. Los norvietnamitas atacaron a sus vecinos del sur que discurrían por la Ruta 9 con todo tipo de armas, incluidas las antitanque y piezas de artillería. Mientras, las colinas en poder de los Ranger y la brigada aerotransportada eran duramente contraatacadas con vehículos de combate PT-76 y T-54.
Diez días después, el 22 de febrero, las bases de tiro de los Ranger y la aerotransportada ya eran indefendible y el mando subvietnamita ordena evacuarlas, dejando sin protección a sus vapuleados compañeros del valle. De este modo el avance se ralentiza y siguen aumentando las pérdidas.

## De los problemas al desastre
A finales de febrero, la 1.ª División de Infantería, una de las mejores del ejército del Sur, es lanzada sobre las escarpadas colinas en apoyo de los Rangers. Pero pronto se atascan, sufren fuertes pérdidas y tiene que retirarse bajo el fuego en una maniobra muy complicada, como cualquier retirada bajo presión.
El 10 de marzo las pérdidas eran abrumadoras y se tenía constancia de que los vietnamitas del norte preparaban fuertes ofensivas de represalia. Ese día, el general Lam canceló la Fase III y puso en marcha la Fase IV para tratar de salvar la mayor cantidad de vidas posible. En aquellos momentos ya se sabía que la operación era un fracaso. Las bajas resultaban excesivas, pero aún más las deserciones, llegándose al extremo de que oficiales estadounidenses dispararan a soldados del sur que huían en masa.
Dos semanas después, el 24 de marzo, los últimos soldados del ERVN fueron evacuados frente a las victoriosas fuerzas norvietnamitas que desde entonces tomarían el control de Laos, convirtiéndolo casi en un protectorado de Hanói.

## Fracaso del ERVN
La falta de serenidad y sangre fría de los mandos survietnamitas fue señalada por los mandos estadounidenses como la causa esta pavorosa derrota, que contrasta con la relativa victoria obtenida en Camboya un año antes. Sin embargo un análisis pormenorizado indica que esto no fue así y que las causas fueron varias:
- Armamento inadecuado: Los Rangers y los paracaidistas survietnamitas no estaban convenientemente equipados con armamento antitanque, por lo que no podían repeler las oleadas de tanques de que disponían sus enemigos.

- Falta de controladores de tiro capacitados: La enorme potencia de fuego estadounidenses que podían servir sus piezas de artillería desde Vietnam del Sur resultó un desperdicio al no contar los survietnamitas con controladores de tiro que hablaran inglés y supieran guiar a los artilleros estadounidenses.

- Número insuficiente de tropas: Los estrategas estadounidenses calcularon como necesarios 60 000 hombres para realizar la operación cuando sólo intervinieron 36 000.

- La tenacidad y preparación del EVN que reconquistó las colinas sobre la Ruta 9 y atacó sin tregua a los survietnamitas.